# Людвіг Вюртемберзький
Людвіг Фрідріх Александер Вюртемберзький (нім. Ludwig Friedrich Alexander von Württemberg; 30 серпня 1756, Трептов-на-Резі, Пруссія — 20 вересня 1817, Кірхгайм-унтер-Тек, Вюртемберг) — принц з династії Вюртембергів, прусський генерал-фельдмаршал, генерал-лейтенант Російської імператорської армії. Молодший брат Фрідріха I, першого короля Вюртемберга, брат російської імператриці-консорт Марії Федорівни.

## Життєпис
Людвіг Вюртемберзький був другим сином герцога Фрідріха II Ойгена  та принцеси Фредеріки Бранденбург-Шведтської. Його старший брат Фрідріх став першим королем Вюртемберга, а сестра Софія Доротея — імператрицею Російської імперії під ім'ям Марія Федорівна.
Людвіг розпочав військову службу в прусській армії в 1775 році. У 1792 році він був призначений командувачем армії Великого князівства Литовського під час польсько-російської війни. Проте, замість активних бойових дій, він зімітував хворобу та відмовився протистояти російським військам, що було сприйнято як зрада Речі Посполитої.
Після повернення на прусську військову службу взяв участь в антифранцузькій кампанії, 1796 року призначений губернатором Ансбаха і Байройта, 1798 року дістав звання генерала від кавалерії, 22 березня 1800 року вийшов у відставку в чині прусського генерал-фельдмаршала. Завдяки своїй сестрі Марії Федорівні, дружині російського імператора Павла I і матері імператора Олександра I, вступив на російську службу і деякий час був губернатором Риги. У 1807 році повернувся до Вюртемберга, де був призначений командувачем гвардії та збройних сил Вюртемберга.
Помер у Кірхгайм-унтер-Тек у 1817 році. Похований у родинній усипальниці родини Вюртембергів.